# 평균 절대 오차
평균 절대 오차(Mean absolute error, MAE)는 통계학에서 동일한 현상을 나타내는 쌍 관측치 간의 오류를 측정한 것이다. Y 대 X의 예에는 예측 대 관찰, 후속 시간 대 초기 시간, 하나의 측정 기술 대 대체 측정 기술의 비교가 포함된다.

## 관련 측정
평균 절대 오차는 예측과 최종 결과를 비교하는 여러 방법 중 하나이다. 잘 확립된 대안으로는 평균 절대 크기 오차(MASE), 평균 절대 로그 오차(MALE) 및 평균 제곱 오차가 있다. 이것들은 모두 과대 예측 또는 과소 예측의 방향을 무시하는 방식으로 성능을 요약한다. 이를 강조하는 측정값은 평균 부호 차이이다.
선택된 성능 척도를 사용하여 예측 모델을 맞추는 경우 최소 제곱 접근법이 평균 제곱 오차와 관련된다는 점에서 평균 절대 오차에 해당하는 것은 최소 절대 편차이다.
MAE는 RMSE(평균 제곱근 오차)와 동일하지 않지만 일부 연구자들은 이를 그렇게 보고하고 해석한다. MAE는 RMSE보다 개념적으로 더 간단하고 해석하기도 쉽다. 이는 단순히 산점도의 각 점과 Y=X 선 사이의 평균 절대 수직 또는 수평 거리이다. 즉, MAE는 X와 Y 사이의 평균 절대값 차이이다. 또한 각 오류는 오류의 절대값에 비례하여 MAE에 기여한다. 이는 차이를 제곱하는 RMSE와 대조적이므로 몇 가지 큰 차이로 인해 RMSE가 MAE보다 더 크게 증가한다.